# Ottavio Besomi
Ottavio Besomi (Tesserete, 4 marzo 1937) è un filologo e italianista svizzero di lingua italiana.

## Biografia
Si è laureato nel 1963 all'Università di Friburgo, dove ha studiato letteratura italiana, con una tesi sulla Lira di Giovan Battista Marino  (relatori Giuseppe Billanovich, Arrigo Castellani e Giovanni Pozzi). Si è perfezionato presso l'Università del Sacro Cuore di Milano con una tesi dal titolo Studi per un'edizione critica dei «Gesta Ferdinandi regis» di Lorenzo Valla.
Nel 1969 ha preso servizio all'Università di Zurigo, dove dal 1977 al 1988 è stato ordinario di Letteratura italiana, ruolo che ha poi ricoperto dal 1989 al 2002 al Politecnico Federale di Zurigo. Negli anni, da una équipe coordinata da Besomi, sono nati alcuni strumenti come Archivio tematico della lirica italiana, Archivio delle similitudini, Concordanze diacroniche delle «Operette morali» di Giacomo Leopardi.
I suoi studi spaziano dalla letteratura del Rinascimento e del Barocco a quella dell'Ottocento, con attenzione alla filologia: in tale ambito hanno avuto particolare rilevanza le edizioni critiche delle Epistole di Valla, de La secchia rapita di Alessandro Tassoni e delle Operette morali di Giacomo Leopardi. Degni di nota anche i commenti al Dialogo sopra i due massimi sistemi del mondo, al Discorso delle comete, a Il Saggiatore e alla Lettera a Cristina di Lorena di Galileo Galilei, che gli sono valsi, nel 2012 a Pisa, il Premio Internazionale Galileo Galilei.

## Opere

### Monografie
- Codici petrarcheschi nelle biblioteche svizzere, Padova, 1967.
- Ricerche intorno alla «Lira» di G.B. Marino, Padova, 1969.
- Esplorazioni secentesche, Padova, 1975.
- Imre Reiner, Bellinzona, 1984.
- Tra scienza, filologia, letteratura, Cittadella, 2005.
- Sul museo. Thechae di naturalia e mirabilia, Tesserete, 2006.
- La Madonna di Sigirino. Una Madonna del latte e le anime del Purgatorio, in Quaderni di Biolda. Monumenti, Tesserete, 2008.

### Edizioni critiche
- Laurentii Valle Gesta Ferdinandi regis, Padova, 1973.
- La corrispondenza Croce-Mann, "Archivio storico ticinese", n. 61, 1975.
- Il carteggio Croce-Auerbach, "Archivio storico ticinese", n. 69, 1977.
- Il carteggio Croce-Fueter, "Archivio storico ticinese", n. 75, 1978.
- Giacomo Leopardi, Operette morali, edizione critica, Milano, 1979.
- Le lettere di Croce a Prezzolini, con A. Lopez-Bernasocchi, Bellinzona, 1981.
- Laurentii Valle Epistole, con M. Regogliosi, Padova, 1984.
- Il carteggio Vossler-Prezzolini, "Archivio storico ticinese", n. 27, 1986.
- Alessandro Tassoni, La secchia rapita, I. La prima redazione, edizione critica, Padova, 1987.
- Giovan Battista Marino, Rime amorose, edizione e commento, con A. Martini, Modena-Ferrara, 1987.
- Giacomo Leopardi, Discorso di un italiano intorno alla poesia romantica, edizione critica, con D. Continati, P. De Marchi, C. Giambonini, R. Martinoni, B. Moser, P. Parachini, L. Pedroia, G. Pedrojetta, Bellinzona, 1988.
- Giovan Battista Marino, Rime marittime, edizione e commento, con C. Marchi e A. Martini, Modena-Ferrara, 1988.
- Alessandro Tassoni, La secchia rapita, II. Redazione definitiva, Padova, 1990.
- Galilei Galilei, Dialogo sopra i massimi sistemi del mondo, con M. Helbing, I-II, Padova, 1998.
- Galileo e il Parnaso Tychonico - Un capitolo inedito del dibattito sulle comete tra finzione letteraria e trattazione scientifica, con M. Camerota, Firenze, 2000.
- Galileo Galilei e Mario Guiducci, Discorso delle comete, edizione critica e commento, con M. Helbing, Padova-Roma, 2002.
- G.B. Marino, Rime eroiche, edizione e commento, con A. Martini, Modena-Ferrara, 2002.
- Galileo Galilei, Il Saggiatore, edizione critica e commento, Padova-Roma, 2005.